# Литва на «Евровидении-1999»
Литва приняла участие в сорок четвёртом выпуске телевизионного конкурса Евровидение-1999, проходившем 29 мая в Иерусалиме, Израиль. Страну представляла юная певица Айсте Смильгевичуте с песней Strazdas ("Певчий дрозд"), написанной композитором Линасом Римшей на стихи Сигитаса Геды. Литва вернулась на Евровидение после долгого пятилетнего перерыва, вызванного недовольством плохим результатом дебютной заявки Lopšinė mylimai, исполненной Овидиюсом Вишняускасом  и оказавшейся на последнем месте с нулём баллов. Литовское национальное радио и телевидение (ЛРТ) предполагало вернуться на конкурс 1998 года, но не смогло этого сделать по причине нехватки финансовых средств на проведение национального отбора и поездки в Бирмингем. Поэтому возвращение состоялось только в 1999 году. По итогам голосования Айсте заняла 20-е место, получив 13 очков. Этот результат привёл к выбыванию Литвы из конкурса Евровидение-2000 и понижению её в рейтинге до "пассивного участника". Поэтому, Strazdas стал предшественником литовской заявки на Евровидение-2001 You Got Style в исполнении группы Skamp.

## До «Евровидения»

### Национальный отбор
Литовское национальное радио и телевидение (ЛРТ) выбрало дебютную заявку на Евровидение-1994 путём внутреннего отбора. В результате провала Lopšinė mylimai телевещатель пересмотрел принцип отбора. Впервые ЛРТ организовало национальный отбор для выбора артиста и песни. Конкурс, получивший название "Eurovizijos" dainų konkurso nacionalinė atranka 1999, до сих пор используется вещателем. Шоу было записано 27 декабря 1998 года в телестудии ЛРТ в Вильнюсе во время телепрограммы Muzikinis viešbutis, которая позже вышла в эфир 31 декабря 1998 года. Ведущими были Вилия Григоните и Витаутас Кернагис. Всего было представлено десять исполнителей и двенадцать песен, где Айсте Пивелите и поп-группа B'Avarija исполняли по две песни. Хотя во время национального финала использовались и голосование телезрителей, и голосование жюри, только результаты жюри определили победителя. Результаты телеголосования определили, что Айсте Смильгевичуте набрала 33% и заняла второе место, в то время, как победителем была названа панк-рок группа RebelHeart, набравшая 40%. Жюри назвало Айсте победителем и объявило очки только четверых лучших исполнителей.
| Порядок выступления | Исполнитель           | Название песни          | Перевод                    | Очки | Место |
| ------------------- | --------------------- | ----------------------- | -------------------------- | ---- | ----- |
| 1                   | Айсте Пивелите        | "Nubudusi širdis"       | "Пробужденное сердце"      | —    | 11    |
| 2                   | B'Avarija             | "Nešk mane"             | "Возьми меня"              | 17   | 4     |
| 3                   | Виолета Ряубишките    | "Aš dovanoju"           | "Я отдаю"                  | —    | 6     |
| 4                   | Джейрана Казлаускайте | "Viena naktyje"         | "Одна в ночи"              | —    | 10    |
| 5                   | Айсте Пивелите        | "Tylos vėrinys"         | "Ожерелье тишины"          | —    | 9     |
| 6                   | Отилия                | "Mano žvaigždė"         | "Моя звезда"               | —    | 8     |
| 7                   | Рута Щёголевайте      | "Vasaros buvo per daug" | "Лето было слишком долгим" | —    | 5     |
| 8                   | Рене                  | "Sapnas"                | "Мечта"                    | —    | 12    |
| 9                   | Айсте Смильгевичуте   | "Strazdas"              | "Певчий дрозд"             | 57   | 1     |
| 10                  | B'Avarija             | "Pamiršk"               | "Забудь"                   | —    | 7     |
| 11                  | Розита Чивилите       | "Apie tai"              | "Об этом"                  | 22   | 3     |
| 12                  | RebelHeart            | "Kelias pas tave"       | "Дорога к тебе"            | 27   | 2     |

## На «Евровидении»
Композиция Strazdas была исполнена на жемайтском диалекте литовского языка, согласно правилу о свободе выбора языка, введённому ЕВС с 1999 года. По правилам конкурса Евровидение-1999, список стран-участниц состоит из страны-победительницы прошлого выпуска, 17 стран с высоким средним баллом за предыдущие пять конкурсов и тех стран, кто не участвовал в Евровидение-1998, но транслировал его. Поскольку Литва не участвовала в выпуске прошлого года, но транслировало его, то она была допущена к участию. Айсте открывала Евровидение-1999, следом за ней выступила Бельгия. По итогам голосования певица набрала 13 очков и заняла 20-е место из 23. Из-за плохого результата Литве пришлось пропустить Евровидение-2000, и она вернулась в 2001 году. Хотя в 1999 году страны-участницы в большинстве своём использовали голоса телезрителей, Литва задействовала голоса жюри. 12 очков они присудили Ирландии.